# اتحاد جهانی اقدام برای شیردهی
اتحاد جهانی اقدام برای شیردهی (به اختصار WABA) شبکه‌ای ارتباطی بین افرادی است که به صورت جهانی برای گسترش شیردهی و فرهنگ شیردادن اقدام می‌کنند. این گروه با مشکلات از چندین دیدگاه برخورد می‌کنند که شامل شیردهی، سلامت مادران و مشاورین شیردهی است. در میان تمام مراکز و مؤسساتی که برای پیدایش WABA نقش داشتند، دریک و پاتریس جلیف دو متخصص امور اطفال و تغذیه نوزادان در هویدا کردن و انجام دادن چندین ابتکارهای اولیه نقش بزرگی داشتند.
WABA همچنین هفته جهانی شیردهی را سازمان‌بندی و اداره می‌کند که به هفت روز از هر سال که از ۱ اوت شروع و تا ۷ اوت ادامه دارد گفته می‌شود. این مراسم جهانی سالانه برای پیوستن تمامی حامیان، دولت‌ها و مؤسسه‌های شیردهی در سراسر جهان در بیش‌تر از ۱۷۰ کشور انجام می‌گیرد.

## کمپین‌ها
کمپین‌های زیادی توسط WABA انجام می‌پذیرد:
- ۱۹۹۱ تاکنون: طرح بیمارستان دوست‌دار کودک (به اختصار BFHI) که کمپینی مشترک با یونیسف و سازمان بهداشت جهانی که در سال ۱۹۹۱ پس از طرح‌ها و اعلامیه‌های سال ۱۹۹۰ پایه‌گذاری و بهره‌برداری شد. این طرح تلاشی جهانی برای بهبود نقش مادری و خدمت به مادران شیرده و نوزادان‌شان برای شروع بهتری در زندگی می‌باشد. هدف اصلی این طرح بهبود سلامت زنان حامله، مادران با نوزادان تازه‌زاده‌شده و نوزادان با امکانات پزشکی برای مراقبت، ترویج فرهنگ‌های شیردهی و حمایت آن‌ها مطابق با قانون بین‌المللی بازاریابی از جایگزین شیر مادر می‌باشد.
- ۱۹۹۳: این کمپین با مشکلات محل کار دوست‌دار مادر سروکار داشت. عموماً آن‌ها می‌خواستند که مادران قادر باشند که شیردهی را در محل کار خود امکان‌پذیر کنند.
- ۱۹۹۴: تلاش اصلی کمپین سال ۸۴ اجرا و تکمیل قانون بین‌المللی بازاریابی از جایگزین شیر مادر در تمام کشورهای جهان بود.

## قانون بین‌المللی بازاریابی از جایگزین شیر مادر
قانون بین‌المللی بازاریابی از جایگزین شیر مادر قانونی برای محصولات، کارمندان سلامتی و دولت‌ها تعیین کرده تا ترویج محصولات کودک از طریق بازاریابی تنظیم شود.
1. هیچ‌نوع تبلیغاتی از هر نوع مواد و تولیدات نباید در عموم صورت گیرد.
2. نمونه رایگان نباید به مادران داده شود.
3. تبلیغات تولیدات نباید در تاسیسات سلامتی شامل پخش نمونه‌های رایگان یا پخش مواد تولیدی با نرخ کم انجام گیرد.
4. هیچ نماینده شرکت تولیداتی حق توصیه‌دهی به مادران را ندارد
5. هیچ‌نوع هدیه یا نمونه رایگانی از سوی شرکت‌ها نباید به کارمندان سلامتی داده شود.
6. هیچ‌نوع تصویر یا کلمه‌هایی در مورد ترویج فرهنگ فرمول‌خوری روی بطری‌ها یا محفظه‌های مربوط به غذاهای کودک نباشد.
7. اطلاعات به کارمندان سلامتی باید علمی، درست و دقیق باشد.
8. تمام اطلاعات درج‌شده روی غذاهای مصنوعی نوزادها باید و حتماً اطلاعاتی را در مورد سلامتی، مزایا و هزینه‌های کمتر شیردهی و زیان‌ها و هزینه‌هایی که شیردهی مصنوعی به بار می‌آورد، داشته باشند.
9. محصولات و تولیدات غیرقابل‌قبول همانند شیرهای خشک یا شیرهای غلیظ شیرین‌شده نباید برای کودکان تبلیغ شود.
10. تولیدکننده‌ها و پخش‌کننده‌ها باید در همه حال با این قوانین خود را سازگار بسازند حتی اگر کشوری که در آن محصول صار می‌کنند از این قوانین پیروی نمی‌کند.

## برابرهای انگلیسی
1. ↑  World Breastfeeding Week